# 348年
| 千纪： | 1千纪                                                                                           |
| 世纪： | 3世纪 \| 4世纪 \| 5世纪                                                                         |
| 年代： | 310年代 \| 320年代 \| 330年代 \| 340年代 \| 350年代 \| 360年代 \| 370年代                       |
| 年份： | 343年 \| 344年 \| 345年 \| 346年 \| 347年 \| 348年 \| 349年 \| 350年 \| 351年 \| 352年 \| 353年 |
| 纪年： | 戊申年（猴年）；东晋永和四年；前凉建兴三十六年；后赵建武十四年；代国建国十一年                  |

## 大事记
- 東晉朝廷以桓溫平滅成漢的功勳，升桓溫為征西大將軍、開府儀同三司，封臨賀郡公。
- 慕容皝去世，慕容儁繼襲燕王爵位。

## 逝世
- 10月25日－慕容皝，前燕君主